# Ostfriesentorte

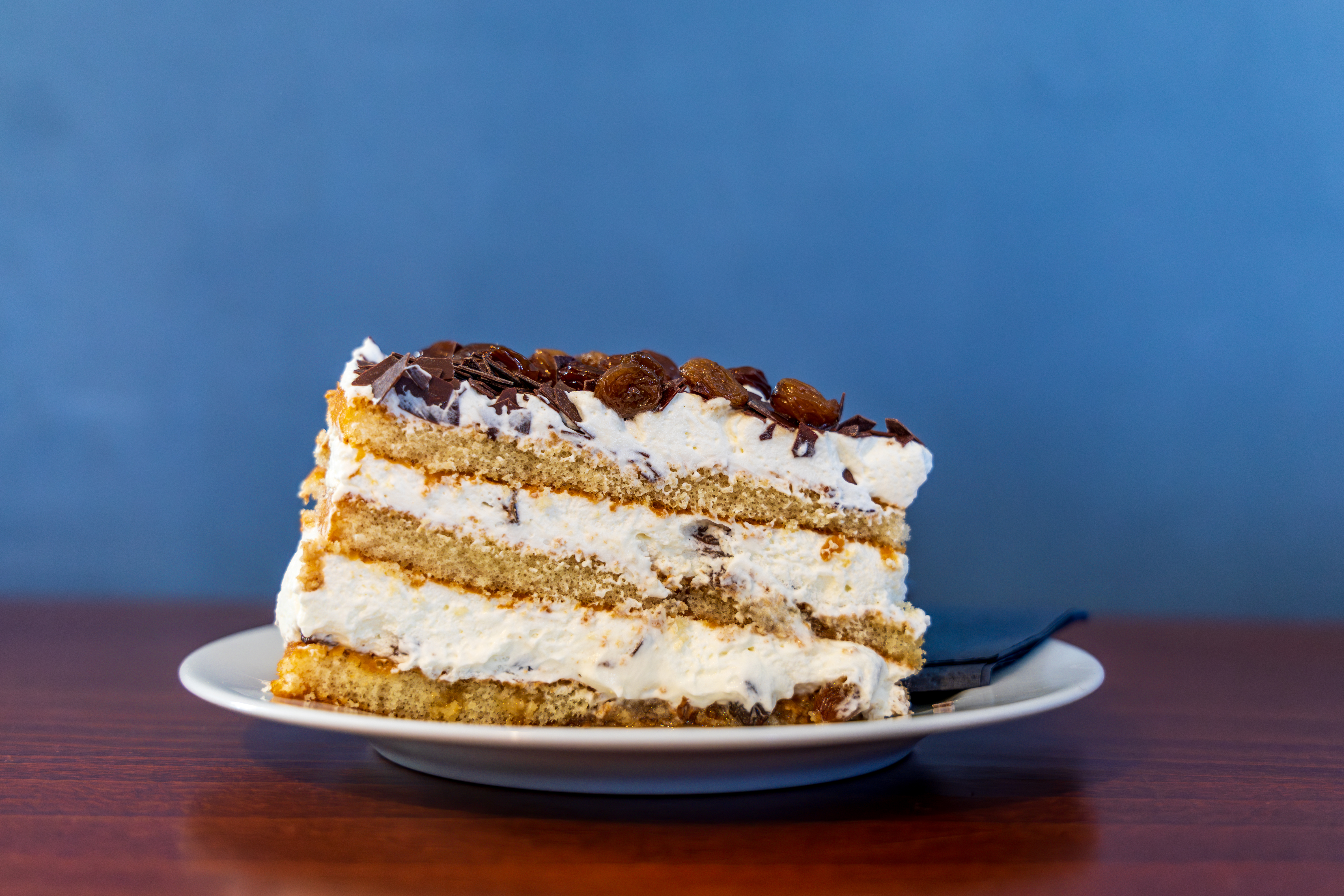
Ostfriesentorte

Ostfriesentorte ist eine Torten-Spezialität aus der namensgebenden Region in Niedersachsen.
Die Ostfriesentorte besteht aus Biskuitteig, welcher schichtweise mit Schlagsahne und Rosinen in Branntwein gefüllt wird. Die Bedekasplerin Tini Peters entwickelte die Ostfriesentorte aus der Friesentorte. Im Jahr 1982 bot sie die Backware erstmals in ihrem Café Sömmerköken an.